# ليو إر
ينغ إر هي ممثلة صينية ولدت في 12 ديسمبر 1988، اسمها الحقيقي هو ليو ينغ أشتهرت بأدوارها في مسلسل (Sealed with a Kiss) ومسلسل (Decoded) ومسلسل (Xiao Ju's Spring Day) .    

## فيلموغرافيا
| عام  | العنوان باللغة العرببة   | العنوان الصيني          | وظيفة           | ملاحظات       |
| ---- | ------------------------ | ----------------------- | --------------- | ------------- |
| 2007 |                          | 牛筋 儿                 | شياو بايكاي     | فيلم تلفزيوني |
| 2008 | قصة حب في قانان          | 橙 乡 天使              | تشونغ شياومنغ   |               |
| 2008 | كونغ فو هيب بوب          | 精 舞 门                | فتاة الآيس كريم | كاميو         |
| 2009 |                          | 盗版 爱情               | وانغ شياولي     | [ 6 ]         |
| 2012 | اللص مجنون غبي           | 疯狂 的 蠢 贼           | وانغ شيي        | [ 7 ]         |
| 2012 | زرع الحب                 | 勇敢 爱 之 爱情 规划 局 | وانغ شينغ يو    | فيلم قصير     |
| 2013 | الحب جميل                | 爱 ， 很美              | تشيان شياوفي    | [ 9 ]         |
| 2013 | تأثيري تقشعر لها الأبدان | 制服                    | يان شياوتونغ    | [ 10 ]        |
| 2014 | حب غير متوقع             | 谁说 我们 不会 爱       | سو شياو يوان    | [ 11 ]        |
| 2018 | وحش الكونغ فو            | 武林 怪兽               |                 | النقش         |